# 854
854 foi um ano comum do século IX, que teve início e fim a uma segunda-feira, no Calendário juliano. A sua letra dominical foi G.
| Ano completo                         |
| ------------------------------------ |
| Ano comum com início à segunda-feira |